# Alice Cooper
Pour les articles homonymes, voir Cooper.
Alice Cooper [ˈælɪs ˈkuːpɚ], nom de scène puis nouveau nom légal de Vincent Damon Furnier, né le 4 février 1948 à Détroit (Michigan), est un chanteur et auteur-compositeur-interprète américain de hard rock, dont la carrière s'étend sur plus de cinq décennies. Son attitude et son apparence, ainsi que ses mises en scène incluant entre autres guillotines, chaises électriques, faux sang, serpents, poupées et sabres ainsi que plusieurs figurants – notamment une infirmière sadique incarnée d'abord par Sheryl Cooper, son épouse, puis plus tard par leur fille aînée Calico Cooper – lui valent d'être reconnu comme le principal père du shock rock,. Il s'est inspiré des films d'horreur, du vaudeville et du garage rock, mais aussi d'Halloween, pour créer ce nouveau genre de rock, macabre et théâtral, dont le but est de choquer.
À l'origine, Alice Cooper est un groupe comprenant Vincent Furnier au chant et à l'harmonica, Glen Buxton et Michael Bruce aux guitares, Dennis Dunaway à la basse et Neal Smith à la batterie. Le groupe sort son premier album en 1969 mais ce n'est qu'en 1971 qu'il entre véritablement sur le devant de la scène avec son premier grand succès international, I'm Eighteen, titre issu du troisième album du groupe, Love It to Death. Ce succès est confirmé l'année suivante avec le single School's Out ainsi que l'album éponyme, mais c'est en 1973 avec Billion Dollar Babies que le succès commercial du groupe atteint son apogée.
Après la dissolution du groupe, en 1974, Vincent Furnier entame une carrière solo et fait modifier son état civil afin qu'Alice Cooper devienne légalement son nom. Il sort l'année suivante l'album conceptuel Welcome to My Nightmare qui connaît un succès retentissant. Welcome 2 My Nightmare en constitue d'ailleurs la suite, sorti en 2011, soit plus de 35 ans après l'original.
Particulièrement prolifique et éclectique, cette véritable icône du rock traverse différents styles musicaux durant sa carrière (hard rock, art rock, new wave, heavy metal, rock industriel), avec une tendance récurrente à soumettre les modes à son propre style. Hors scène, Alice Cooper est connu pour être un personnage sociable et plein d'humour. Il a été nommé « artiste de heavy metal le plus apprécié au monde » par The Rolling Stone Album Guide. Il contribue à façonner le style et l'apparence du heavy metal, et est considéré comme le premier artiste à avoir introduit des images d'horreur dans le rock, ses mises en scène et son sens du spectacle ayant « définitivement transformé le genre ». Outre la musique, Alice Cooper est un acteur de cinéma, golfeur et depuis 2004, animateur de radio pour l'émission Nights with Alice Cooper.
Sur la liste des « 100 plus grands artistes de hard rock » de VH1 (ce classement comprend également des artistes de plusieurs genres de rock), Cooper est classé 20e.

## Biographie

### Jeunesse
Alice Cooper naît Vincent Damon Furnier le 4 février 1948,, à l'hôpital Saratoga de Détroit. Il est le deuxième enfant d'Ella Mae McCart (1925-2022) et d'Ether Moroni Furnier, prédicateur laïc (1924-1987). Il a une grande sœur née en 1946, autrefois mariée à Frank Crandall qui a coécrit la chanson Dance Yourself To Death. Il est d'origine française huguenote, sioux et irlandaise, et tient son premier prénom de l'un de ses oncles et le second est un hommage à l'écrivain Damon Runyon. Son grand-père paternel, Thurman Sylvester Furnier, est apôtre de l'Église de Jésus-Christ en Pennsylvanie près de la Monongahela, Vincent Furnier participe assidûment à la vie de cette église entre onze et douze ans.
À l'âge de onze ans, il est atteint d'une péritonite ; les médecins annoncent alors à ses parents qu'il ne survivra pas. Il s'en remet après un an passé chez lui et une perte de poids importante. Comme il est aussi sujet à des crises d'asthme, les médecins conseillent à ses parents d'aller vivre dans une région chaude pour préserver sa santé, et ils déménagent à Phoenix en Arizona. En 1961, il retourne à l'école, à la Squaw Peak Junior High à Phoenix. À 12 ans, il déménage dans le quartier ouest de la ville et entre à la Cortez High School où il rencontre Dennis Dunaway, futur bassiste.

### Des clubs au succès

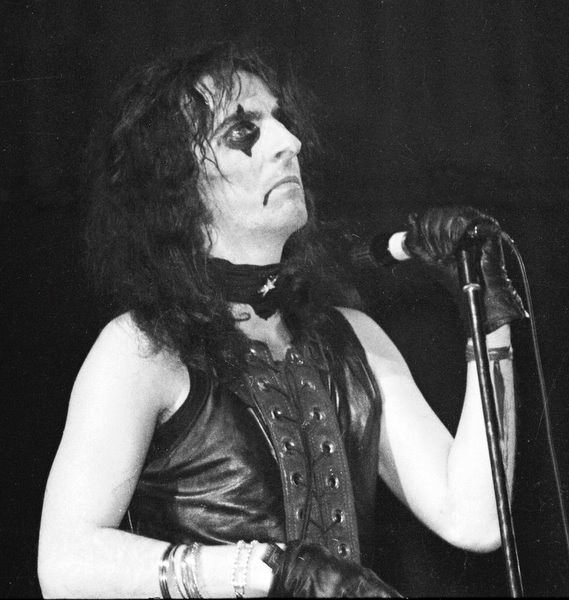
Alice Cooper en concert au Township Auditorium de Columbia, Caroline du Sud, en 1972.

À l'âge de seize ans, Furnier forme un groupe de rock avec ses copains de classe : Glen Buxton (guitare), Michael Bruce (guitare rythmique), Dennis Dunaway (basse) et Neal Smith (batterie). À l'époque, leurs prestations se composent principalement de chansons des Rolling Stones, des Beatles et des Yardbirds dont ils jouent le répertoire en playback. Le jeune groupe adoptera différents noms comme The Earwigs (« Les perce-oreilles ») en 1964, puis The Spiders et The Nazz en 1965.
Dès 1968, ils réapparaissent à Los Angeles sous le nom d'Alice Cooper. Une légende raconte qu'étant jeune, Furnier se serait rendu à une séance de spiritisme au cours de laquelle on lui aurait dit qu'il était la réincarnation d'une sorcière du XVIIe siècle portant le nom d'Alice Cooper. Cette légende est, par la suite, démentie par Cooper lui-même dans plusieurs interviews (parues en 2000 au moment de la sortie de l'album Brutal Planet), admettant qu'il s'agissait d'un coup publicitaire. Le nom, qu'il a choisi lui-même, lui évoque l'image d'une « charmante petite fille cachant une hachette derrière son dos ». En 1968, les jeunes garçons apprennent que Todd Rundgren a lui aussi un groupe qui s'appelle The Nazz et prennent alors pour nom Alice Cooper par provocation, puisque tous les membres sont de sexe masculin. Sur les conseils de groupies membres des GTO's, ils décident, pour se démarquer des autres rockers vêtus de jeans, de s'habiller avec des costumes de spectacles de danse sur glace. Par la suite, Vincent Furnier prend ce pseudonyme d'Alice Cooper pour lui-même et arrive même sur scène en robe. Ils jouent dans des bars et des boîtes de nuit, avant d'être présentés par les filles de GTO's à Frank Zappa qui les engage sous son nouveau label, Straight.
Des groupes phares comme The Yardbirds, The Doors, The Who, The Beatles et les Rolling Stones comptent parmi les principales inspirations musicales du Alice Cooper Group, qui développe un shock rock direct et énergique. Mais c'est surtout sur scène que les musiciens laissent leur empreinte. En effet, l'image androgyne et choquante d'Alice Cooper, novatrice pour l'époque, influencera plusieurs artistes et groupes comme Kiss, David Bowie, Lordi, Twisted Sister, Mötley Crüe, W.A.S.P., Rob Zombie, King Diamond et Marilyn Manson, pour ne citer que les plus connus.

### Début d'une légende

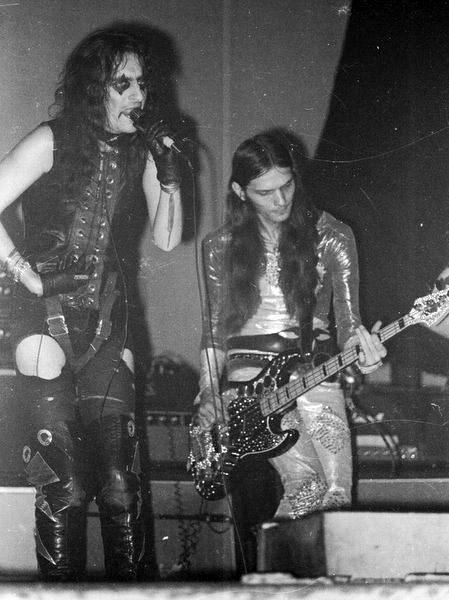
Alice Cooper et Dennis Dunaway, le bassiste du Alice Cooper Group, au Township Auditorium de Columbia, Caroline du Sud, en 1972.

Leur réputation de groupe déjanté et malsain intéresse Frank Zappa, grâce à qui deux albums sortent : Pretties for You en 1969 et Easy Action l'année suivante. Ces albums proposent des références aux Beatles, au rock psychédélique et à la freak music expérimentale. Malgré l'échec commercial de ces deux disques, Alice Cooper s'affirme comme un groupe scénique de premier plan. Au bout d'une année, le groupe, ruiné (ils en étaient alors réduits à vivre à cinq dans la même chambre d'un motel), décide de tenter sa chance à Détroit, qui semble alors une ville plus accueillante que Los Angeles pour le rock.
Le 13 septembre 1969, lors d'un concert au Toronto Rock and Roll Revival, le groupe connaît un incident : une poule passe sur la scène et Alice s'en saisit et la relance au-dessus de lui, s'attendant à voir voler l'animal. Ce dernier tombe dans les premières rangées de la foule qui s'en empare et le déchiquette littéralement. L'événement est vite répertorié comme le kill the chicken, la presse de l'époque prétendant qu'Alice aurait crié ces mots. Il niera toujours cette affirmation, déclarant qu'il n'aurait jamais voulu cela.
C'est à Détroit qu'ils rencontrent leur futur producteur, Bob Ezrin, sous la direction duquel ils enregistrent leurs deux disques suivants : Love It to Death (1971), qui révèle alors leurs talents musicaux et capacités commerciales (I'm Eighteen est le premier tube du groupe) puis Killer (1971) et qui s'inscrit dans la même veine musicale. Il confirme leur importance grandissante, notamment grâce à deux nouveaux succès : Under My Wheels et Desperado (hommage d'Alice Cooper à Jim Morrison, mort la même année.[réf. nécessaire]). Utilisant certains ingrédients du Grand-Guignol, Cooper affine son image de marque en découpant des poupées à la hache et en utilisant des accessoires étonnants : chaise électrique, guillotine, potence et boa constrictor surgissent de la scène. La mise en scène d'une thématique macabre et violente fait émerger Alice Cooper de la scène rock : le groupe devient une grande attraction aux États-Unis. Le groupe apparaît également comme le peintre cynique d'une Amérique sombre très éloignée des idéaux de l'époque ; on va jusqu'à dire qu'il aurait « coulé le mouvement hippie à lui tout seul ».[réf. nécessaire]
En 1972, l’album School's Out remporte un énorme succès. Le single de la chanson éponyme rencontre également un grand succès : il restera leur single le plus vendu pour les années 1970. Le disque vinyle est vendu emballé dans une culotte féminine en papier, soit un coup de publicité garanti. L'album Billion Dollar Babies, paru l'année suivante, comporte des chansons qui deviennent des classiques du groupe comme Hello Hooray (une reprise), Elected, No More Mr. Nice Guy, Billion Dollar Babies. Il atteint la première position des ventes aux États-Unis et en Angleterre malgré certains titres choquants comme I Love the Dead (« j'aime les morts ») qui traite de nécrophilie. La tournée suivante est grandiose et Cooper se surpasse au niveau théâtral.[réf. nécessaire] Mais les choses ne tardent pas à se gâter.
Éclipsés derrière un chanteur charismatique et exubérant, certains membres du groupe préfèrent abandonner l'aspect théâtral en spectacle. Cependant, Alice Cooper lui-même n'est pas d'accord, pensant qu'ils doivent au contraire aller plus loin dans la démesure. À la fin de l'année 1973, sort Muscle of Love. Dès le début du projet, Bob Ezrin quitte le navire et Glen Buxton éprouve des problèmes de santé assez importants pour justifier un remplacement occasionnel. Sans obtenir un succès égal à son prédécesseur, l'album se classe dans le top dix américain mais les tensions internes grandissent. En 1974, à l'issue d’une longue tournée harassante, le groupe est mis en veilleuse. Warner, la maison de disques, en profite pour éditer un Greatest Hits aux juteuses retombées (no 8 aux États-Unis). Le groupe original se sépare fin 1974.

### Années 1970

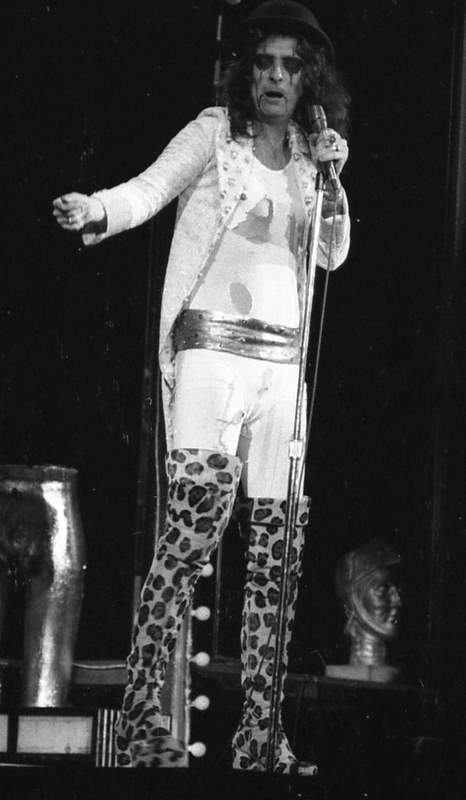
Cooper, sur la scène du Carolina Coliseum de Columbia, en Caroline du Sud, en 1973.

Alice Cooper entame une carrière solo en s'entourant de nouveaux musiciens (en particulier Dick Wagner et Steve Hunter aux guitares, ex-musiciens de Lou Reed, ils participeront aussi au premier album solo de Peter Gabriel). Il écrit l'album concept Welcome to My Nightmare qui raconte l'histoire d'un jeune garçon, Steven, plongé dans un cauchemar dont il ne parvient pas à trouver l'issue. Le disque est produit par Bob Ezrin, paraît en 1975 et s'impose avec des compositions comme Only Women Bleed, Department of Youth et Steven. On a aussi droit à une pièce devenue un classique, avec l'autre Vincent effrayant du septième art celui-là, Black Widow avec la voix de Vincent Price. Même si la violence originelle du rock d'Alice Cooper fait place à toutes sortes d'expérimentations allant du cabaret (Years Ago) au rock jazzy (Some Folks), l'ambiance est lugubre et malsaine. L'album est accompagné d'un téléfilm mettant en scène l'histoire, diffusé aux États-Unis. Le disque remporte un grand succès (no 5 aux États-Unis) et persuade le chanteur de continuer en solitaire. Un film retraçant les concerts de la tournée Welcome to My Nightmare montre les performances scéniques de Cooper, théâtral et délirant. L'acteur Vincent Price participe à cette tournée ; apparaissent sur scène un cyclope, un écran géant, des monstres et une troupe de danseurs dans laquelle s'illustre sa future femme, Sheryl Goddard.
Après ce succès, sa carrière décline lentement, tant à cause de ses problèmes d'alcool que des changements de mode. Le disco envahit les ondes radiophoniques et les jeunes se tournent davantage, soit vers les groupes punk, soit vers la seconde vague de heavy metal britannique (Def Leppard, Motörhead). Cooper, de son côté, ne caractérise plus le provocateur suprême qu'il était entre 1969 et 1975. Alors que les ventes de ses albums décroissent peu à peu, il maintient sa popularité grâce à des ballades qui lui valent certains de ses plus gros succès commerciaux (Only Women Bleed (1975), I Never Cry (1976), You and Me (1977) et How You Gonna See Me Now (1978). Les textes de cette dernière sont tirés d'une lettre qu'Alice Cooper écrit à sa femme alors qu'il est interné pour alcoolisme.[réf. nécessaire])
Cooper apparaît à la télévision, notamment au Muppet Show et s'éloigne progressivement de son image anti-establishment. Au niveau musical, Alice Cooper Goes to Hell (1976) se présente comme une suite du précédent opus, avec la même recherche de diversité. Cette fois, Cooper se retrouve au purgatoire, jugé pour ses méfaits et c'est maintenant à lui-même de s'évader de son cauchemar. Il hante les nuits de Steven avec ses appels de détresse. La tournée de promotion prévue est annulée pour des problèmes d'asthme. La même année, il épouse Sheryl Goddard, danseuse et chorégraphe, avec qui il a trois enfants. Si Alice Cooper Goes to Hell' qui contient la pièce I'm the coolest, rencontre encore un succès estimable, le suivant, Lace and Whiskey (1977), traduit déjà une certaine baisse de popularité : celui-ci aborde les thèmes de l'alcoolisme et des films policiers en noir et blanc.
Alice Cooper sort en 1977 l'album live The Alice Cooper Show. Il est interné peu de temps après la sortie de cet album pour subir une première cure de désintoxication. Cette expérience traumatisante devient le sujet central de son nouvel essai, From the Inside (1978), qui comporte certaines sonorités disco et d'autres morceaux plus conformes au style traditionnel de leur auteur (Inmates, We're All Crazy, Nurse Rosetta, Serious). Les textes sont inspirés de personnes rencontrées pendant son internement. L'album est coécrit par Bernie Taupin, parolier d'Elton John. La pochette représente le visage de Cooper à nouveau maquillé (il avait abandonné son maquillage sur le précédent) devant les portes d'un asile, des aliénés apparaissant derrière ses yeux. La même année, Alice reprend le morceau Because des Beatles, accompagné par les Bee Gees.

### Années 1980 et incertitude
Flush the Fashion (1980) voit le chanteur s'essayer aux sonorités électroniques et new wave. L'accueil est timide. Cooper présente un nouveau look qui dissimule mal son piètre état physique. En 1981, Alice replonge dans l'alcool. L'album Special Forces (1981) est une tentative de renaissance en un nouveau personnage. L'album fait une intrusion sur les ondes radio avec Who Do You Think We Are. La vidéo Alice in Paris 1982, maintenant difficile à se procurer, représente bien l'image de cette époque. L'album Zipper Catches Skin suit en 1982 pour appuyer cette tentative plus rock que les deux albums précédents ; mais ni le succès ni une tournée ne suivront.
À la suite de ces trois albums, Alice Cooper est épuisé mais il lui reste un album à livrer à Warner Bros. pour honorer son contrat. Il reçoit l'aide de deux anciens collègues, le producteur Bob Ezrin et le guitariste Dick Wagner. Il en résulte DaDa (1983) dont la pochette est empruntée à Salvador Dalí. Très expérimental et personnel, il se révèle un désastre commercial. L'album ne bénéficie d'aucune publicité ni spectacle. L'histoire présente un portrait lugubre d'une famille d'originaux dans laquelle un homme tourmenté cache un frère cannibale. Sombrant de plus en plus dans un alcoolisme frénétique, Alice Cooper frôle la mort à quelques reprises. La rumeur veut que, dans un état pitoyable, il projette une suite à Welcome to My Nightmare, en collaboration avec Dick Wagner et Joe Perry. Ce dernier, démissionnaire d'Aerosmith n'est pas au mieux de sa forme lui non plus. Le projet ne verra jamais le jour.[réf. nécessaire] En 1984, à la suite d'un diagnostic de cirrhose du foie, il renonce à l'alcool pour sauver sa vie et son mariage.
En 1986, Cooper est sobre et prêt pour son grand retour. Entouré de compositeurs, le chanteur garde désormais un œil sur les modes et troque sa tenue de provocateur contre un univers de film d'horreur de série B. Constrictor (1986), avec pour guitariste principal Kane Roberts, est orienté hard rock. Le titre He's Back est sélectionné pour la bande originale du film Vendredi 13 (film, 1980). L'année suivante paraît l'album Raise Your Fist and Yell, plus heavy metal que l'album précédent. Alice joue un second rôle dans le film Prince of Darkness de John Carpenter et signe un titre dans la bande originale. Malgré le relatif insuccès des deux albums, les salles de spectacle se remplissent à l'occasion des tournées.
L'aspect théâtral et provocateur revient ; Cooper interprète alors des vieux titres comme Dead Babies qui scandalise l'association américaine conservatrice PMRC. Avec d'autres artistes de rock comme Ozzy Osbourne et Dee Snider du groupe Twisted Sister, Alice Cooper est pointé du doigt, accusé d'inciter les jeunes à la violence et au suicide. Certaines villes interdisent ses spectacles. Alice se défendra de cette accusation dans la chanson Freedom (album Raise Your Fist and Yell, 1987) et plus tardivement dans la chanson Hey Stoopid (1991).[réf. nécessaire] En 1989, Alice participe à la bande sonore du film Shocker de Wes Craven, auquel participent également Desmond Child, Paul Stanley de Kiss, Tommy Lee de Mötley Crüe, Iggy Pop, Megadeth, Dangerous Toys. Alice y interprète Shockdance, typé rap, en duo avec l'acteur Mitch Pileggi. Ce film comprend une reprise de No More Mr. Nice Guy par Megadeth. La même année, I Got a Line on You figure sur la bande originale du film Iron Eagle II.

### Renouveau des années 1990
Toujours en 1989, on retrouve Alice Cooper avec le producteur Desmond Child. Pour son nouvel album, il choisit des invités prestigieux : Aerosmith et Bon Jovi. Trash est un succès et permet à Cooper de retrouver son ancien statut ; Only My Heart Talkin' et Poison sont en outre des succès radiophoniques. Il récidive en 1991 avec Hey Stoopid où le chanteur s'offre les services de Slash, Joe Satriani, Steve Vai, Vinnie Moore et Mick Mars aux guitares ainsi que Nikki Sixx à la basse et Ozzy Osbourne pour les chœurs. Il apparaît ensuite en tant qu'invité dans le film Wayne's World : il y interprète la chanson Feed My Frankenstein.
Le hard rock et le heavy metal tendent à s'épuiser au début de la décennie, avec notamment l'essor du grunge : Nirvana bouscule les standards de la musique et de l'apparence sur scène, contrastant avec le cuir, les chorégraphies et les feux d'artifice des années 1980. Cooper tente de s'adapter en collaborant avec Chris Cornell de Soundgarden. En 1994, il revient avec The Last Temptation : renouant avec ses concepts et ses personnages, il ressuscite Steven qui va rencontrer un inconnu qui se prétend forain dans un théâtre abandonné. Celui-ci lui présente les sombres réalités de la société américaine. Le forain est en fait une incarnation maléfique de la tentation qui essaiera de troubler Steven. Le disque est accompagné d'une bande dessinée signée Neil Gaiman, plus connu pour son comic book Sandman. Malgré ces efforts, le succès commercial n'est pas au rendez-vous. Par la suite, Cooper doit se contenter d'un succès limité qui s'accompagne paradoxalement du statut de véritable légende vivante.
Entre 1995 et 1999, c'est le vide quasi total, à l'exception de quelques spectacles dont une tournée avec Scorpions, une compilation (Classicks en 1995), un live (A Fistful of Alice en 1997) et un coffret de quatre disques (The Life and Crimes of Alice Cooper en 1999). Classicks se conclut avec une reprise de Fire de Jimi Hendrix, présente également dans le coffret. En 1997, le guitariste original du Alice Cooper Band, Glen Buxton décède à 49 ans à cause d'une pneumonie. Courant 1997, il engage sa fille aînée, la danseuse et actrice Calico Cooper, alors âgée de seize ans, pour l'accompagner sur scène lors de ses concerts à la place de Sheryl Cooper, son épouse. En 1999, Cooper reprend la route pour ce qui, d'après l'apparence du chanteur et le choix des morceaux interprétés, ressemble à une tournée de promotion pour l'album The Last Temptation. Pendant cette période, Alice fait la connaissance de Rob Zombie, avec lequel il écrit un morceau, Hands of Death, utilisé sur la bande sonore de la série télévisée X-Files. Cette collaboration influence musicalement ses deux projets suivants.

### Parcours sinueux des années 2000

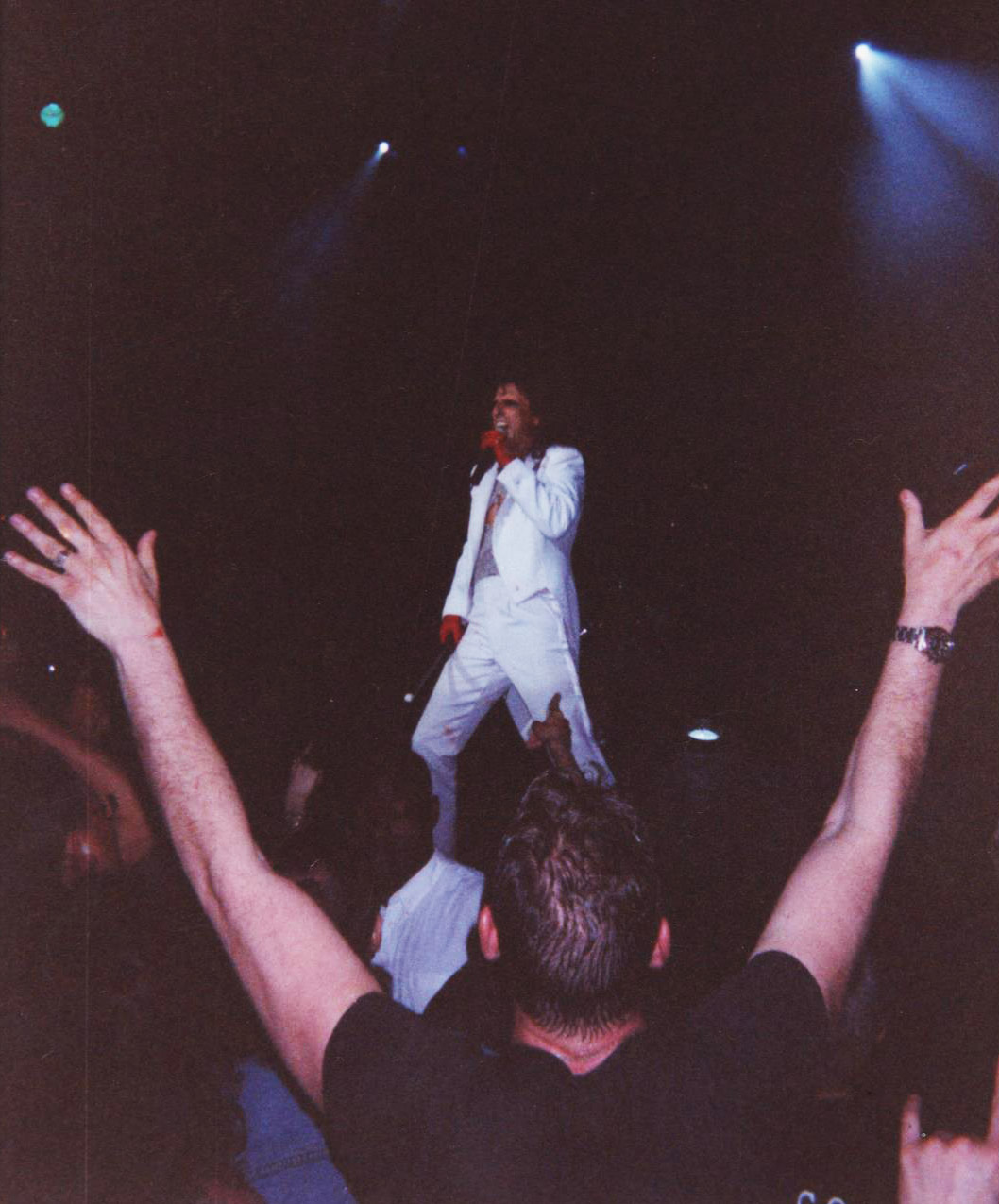
Cooper en 2003 à Paris Olympia.

En 2000, Alice Cooper sort l'album Brutal Planet qui se veut un regard noir sur le futur humain.[réf. nécessaire] La musique est très typée métal et jonchée de guitares lourdes, un peu comme dans le Thrash metal et surtout l'Indus. Les textes sont probablement les plus sombres et les plus pessimistes de sa carrière. Bob Ezrin est de retour au côté de Bob Marlette pour produire cet album que les fans accueillent diversement[réf. nécessaire]. Certains titres de l'album s'inspirent de l'actualité de l'époque ; ainsi, Blow Me a Kiss fait référence aux tueries dans les écoles et plus particulièrement celle de l'université de Columbine en 1999 et Wicked Young Man des groupes haineux d'Amérique. Il affirme dans ses interviews décrire dans cette chanson ce qu'il a réellement vu sur CNN au moment de la guerre au Kosovo. Le single Gimme remporte un certain succès. Pour la tournée promotionnelle de cet album, et surtout pour les chorégraphies, Sheryl Cooper donne des instructions à Calico, leur fille aînée, qui est à nouveau désignée pour jouer à sa place. De cette « planète brutale », on se retrouve dans la cité Dragontown (« la ville du dragon »). C'est également le titre de l'album suivant, en 2001, dans lequel il décrit sa vision de l'enfer. Alice Cooper prévoit alors de faire une trilogie et d'intituler le dernier volet du triptyque Spirit Rebellious, mais ce projet est abandonné.[réf. nécessaire]

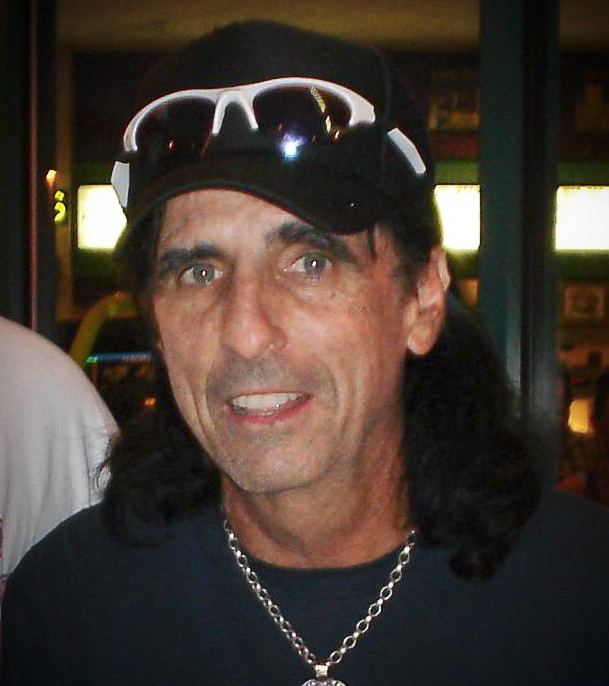
Cooper en 2004 à Los Angeles.

En 2003 paraît The Eyes of Alice Cooper : l'album est annoncé comme un retour au son garage, pouvant rappeler Love It to Death. Dirty Diamonds (2005) lui succède, Cooper y aborde ses anciens styles musicaux, des références à des groupes qui l'ont inspiré et des expérimentations. Ainsi, Sunset Babies est une référence aux Rolling Stones et on peut entendre Alice Cooper chanter à la manière de Johnny Cash sur The Saga of Jesse Jane. L'album contient une collaboration rap-rock avec Xzibit, Stand, en tant que bonus.
En 2008, Alice Cooper sort son vingt-cinquième album, Along Came a Spider. On notera quelques changements de line-up et notamment le départ du guitariste Ryan Roxie qui, après plus de dix ans de service au sein du groupe, a tiré sa révérence l'année précédente. L'album se veut conceptuel et raconte l'histoire d'un dangereux criminel, surnommé l'araignée (The Spider), qui assassine des jeunes filles en laissant leurs corps dépouillés d'une jambe. Son but est de rassembler huit jambes pour devenir lui-même une araignée, mais cet objectif finit par être contrarié lorsqu'il tombe amoureux de sa dernière victime. Il semblerait que l'araignée soit en fait Steven. Deux invités sont présents : Slash joue de la guitare sur le premier single Vengeance is Mine et Ozzy Osbourne joue de l'harmonica et chante sur Wake the Dead. Cet album connaît un certain succès commercial : c'est le mieux vendu au Royaume-Uni depuis The Last Temptation et aux États-Unis depuis Hey Stoopid. Alice Cooper opta pour une nouvelle apparence avec une nouvelle panoplie de costumes extravagants et une nouvelle version de son célèbre maquillage.
Alice Cooper met fin en décembre 2008 à sa tournée Psycho Drama Tour, qui avait débuté début 2007, pour mettre en place un nouveau spectacle, The Theatre of Death, au printemps 2009. Il ne s'agit pas d'une tournée promotionnelle d'Along Came a Spider, mais d'une forme de concert conceptuel avec une mise en scène théâtrale burlesque faisant la part-belle aux costumes, aux décors et à l'humour noir. Cooper y est notamment exécuté de quatre manières différentes. Dans ce cadre, Alice Cooper prendra part à de nombreux festivals européens, notamment en France avec le Hellfest et la Foire aux vins d'Alsace, et en Allemagne avec le Wacken Open Air. Un CD/DVD live issu de cette tournée, Theatre of Death : Live At Hammersmith 2009, est sorti fin 2010. À l'occasion d'une conférence de presse donnée au Hellfest, Cooper annonce être en train de travailler sur un nouvel album, vraisemblablement intitulé Welcome 2 My Nightmare, avec les producteurs Bob Ezrin et Desmond Child. En mai de la même année, il ré-enregistre également cinq de ses plus grands classiques : Elected, I'm Eighteen, School's Out, No More Mr Nice Guy et Welcome to my Nightmare, qui sont ensuite mis en vente sur le site officiel.

### Années 2010

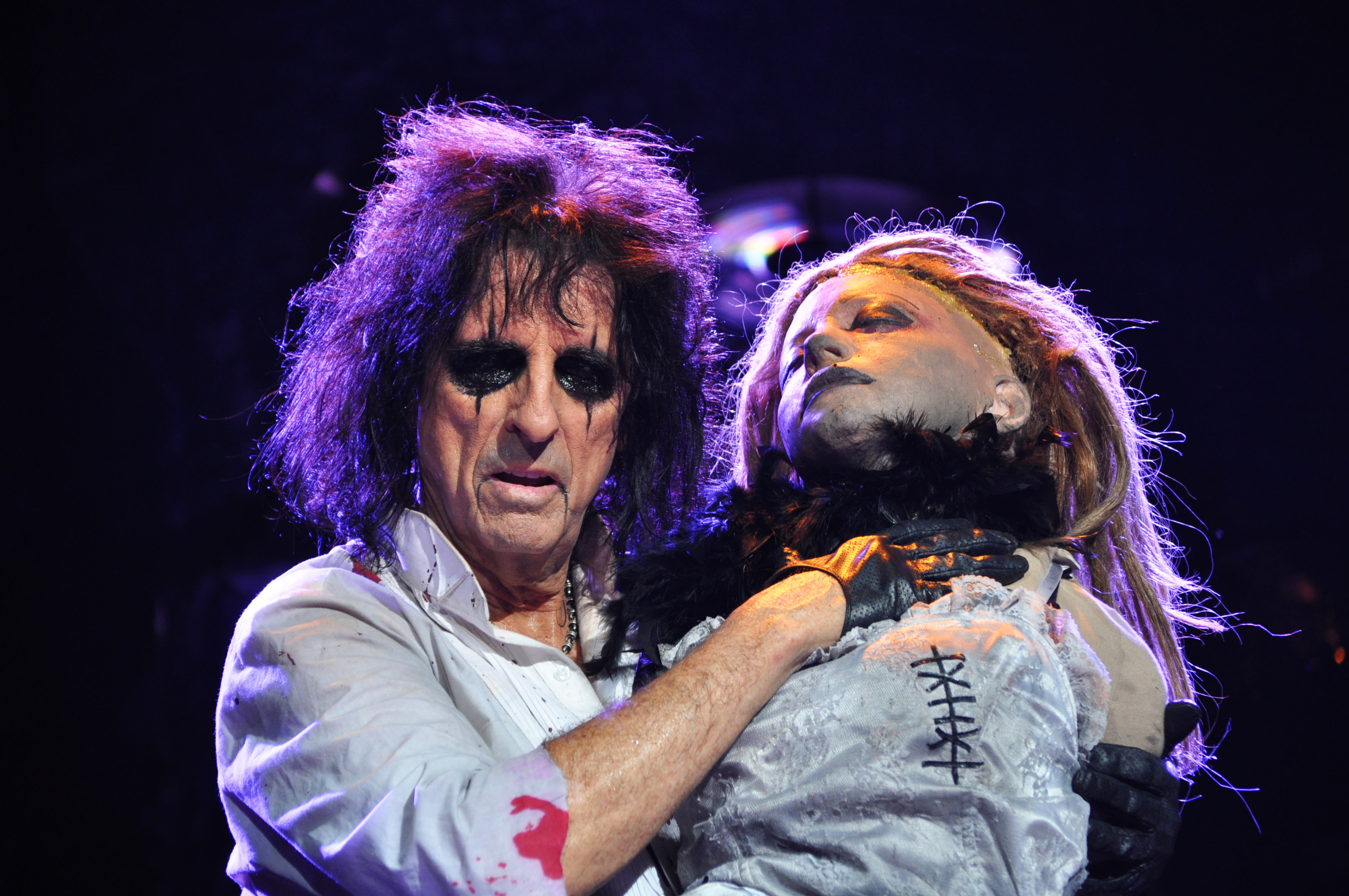
Alice Cooper en concert à Rennes en 2011.

En décembre 2010, le Alice Cooper Group est annoncé parmi les nouveaux artistes admis au Rock and Roll Hall of Fame. Pour marquer le coup, Alice Cooper, Neal Smith, Dennis Dunaway et Michael Bruce se réuniront pour interpréter quelques titres à la cérémonie d'intronisation qui aura lieu en mars 2011, avec Steve Hunter à la guitare solo en remplacement de Glen Buxton, décédé en 1997. Alice Cooper annonce dans la foulée l'organisation de cinq concerts exceptionnels du Alice Cooper Group, vraisemblablement à Détroit, Los Angeles, New York, Toronto et Londres, des villes qui, d'après Cooper, ont joué un rôle prépondérant dans le succès du groupe. Cette annonce ne s'est finalement pas concrétisée.
Alice Cooper donne le coup d'envoi en mai 2011 d'une nouvelle tournée mondiale, baptisée No More Mr Nice Guy Tour. Cette tournée débutant en Amérique du Nord et se concluant en Europe après un passage par l'Amérique latine fait office d'intermède avant la sortie du nouvel album, Welcome 2 My Nightmare, qui est finalement sorti au cours de la tournée. Le 26 mai, il est victime d'une intoxication alimentaire et est contraint d'annuler le concert qu'il prévoyait de donner le soir-même à Santiago. C'est la première fois en trente ans qu'Alice Cooper annule lui-même un concert. Il se rétablit rapidement et est en mesure d'assurer le concert de Buenos Aires, au cours duquel il rajoute à sa setlist le titre Hey Stoopid (qui n'avait plus été joué depuis 1997) que des fans lui auraient réclamé en l'abordant dans les rues de la ville au cours de l'après-midi. Au cours de la tournée, un nouveau titre baptisé I'll Bite Your Face Off est interprété durant chaque concert. En remplaçant Damon Johnson, invité à rejoindre le groupe Thin Lizzy, la guitariste Orianthi Panagaris devient en septembre 2011 la première femme à intégrer le groupe d'Alice Cooper en plus de quarante-cinq ans de carrière.
Welcome 2 My Nightmare, le vingt-sixième album d'Alice Cooper, est sorti le 13 septembre 2011. Conçu comme une suite à l'album Welcome to My Nightmare (1975), il voit la participation au processus de composition et d'enregistrement des nouvelles chansons de nombreuses personnalités ayant marqué la longue carrière de l'artiste. On peut citer parmi eux Bob Ezrin, avec lequel Alice est souvent associé au début de sa carrière ; les musiciens survivants du Alice Cooper Group, Dennis Dunaway, Michael Bruce et Neal Smith ; Dick Wagner et Steve Hunter, ex-guitaristes de Lou Reed qui avaient accompagné Cooper lors de ses premiers pas en tant qu'artistes solo ; ou encore la chanteuse Kesha. I'll Bite Your Face Off est le premier single extrait de cet album, dont la tournée promotionnelle devrait s'ouvrir en 2012, après la conclusion du No More Mr. Nice Guy Tour.
En 2012, Alice Cooper annonce la réalisation d'un album de reprises en hommage à ses anciens amis Jim Morrison, John Lennon, Harry Nilsson et Keith Moon. L'album sortira seulement en 2015, car Alice participe à la tournée d'adieu de Mötley Crue en 2014, ce qui ne lui laisse pas assez de temps pour faire une tournée pour cet album. En 2014, la guitariste Orianthi Panagaris quitte le groupe et est remplacée par Nita Strauss, guitariste du groupe Iron Maidens (groupe de reprise d'Iron Maiden). Cette même année, Cooper reprend les chansons Eleanor Rigby et Smile Away des Beatles pour un album en hommage à Paul McCartney nommé The Art of McCartney.
En 2015, il forme un groupe, Hollywood Vampires, avec Joe Perry, guitariste du groupe Aerosmith, et l'acteur et musicien Johnny Depp. En août 2016, Alice Cooper annonce se présenter à la course à l'élection présidentielle américaine, avec un programme humoristique,. Il utilise Elected, censée ressortir en 2016, comme chanson de campagne.
En 2017, Alice Cooper sort Paranormal, son vingt-septième album avec comme collaborations à la batterie Larry Mullen Junior de U2, à la guitare Billy Gibbons de ZZ Top et à la basse Roger Glover de Deep Purple.
Le dimanche de Pâques 2018, Alice Cooper joue le rôle d'Hérode  dans la performance live de NBC Jesus Christ Superstar Live in Concert d'Andrew Lloyd Webber. Les critiques ont été positives, avec notamment celle de Noel Murray du New York Times qui écrit « la performance à couper le souffle d'Alice Cooper [est comme un] moment de clarté saisissant » et celle de Lorraine Ali du Los Angeles Times qui décrit sa performance comme « étrange. Oui, mais aussi parfait dans une sorte de Billion Dollar Babies, dramatique et diabolique. La part de Cooper est petite mais indélébile ». Cooper avait déjà enregistré la chanson (bien qu'il ne l'ait pas jouée en direct) en 2000, avec le casting du revival de Londres en 1996,.

### Années 2020

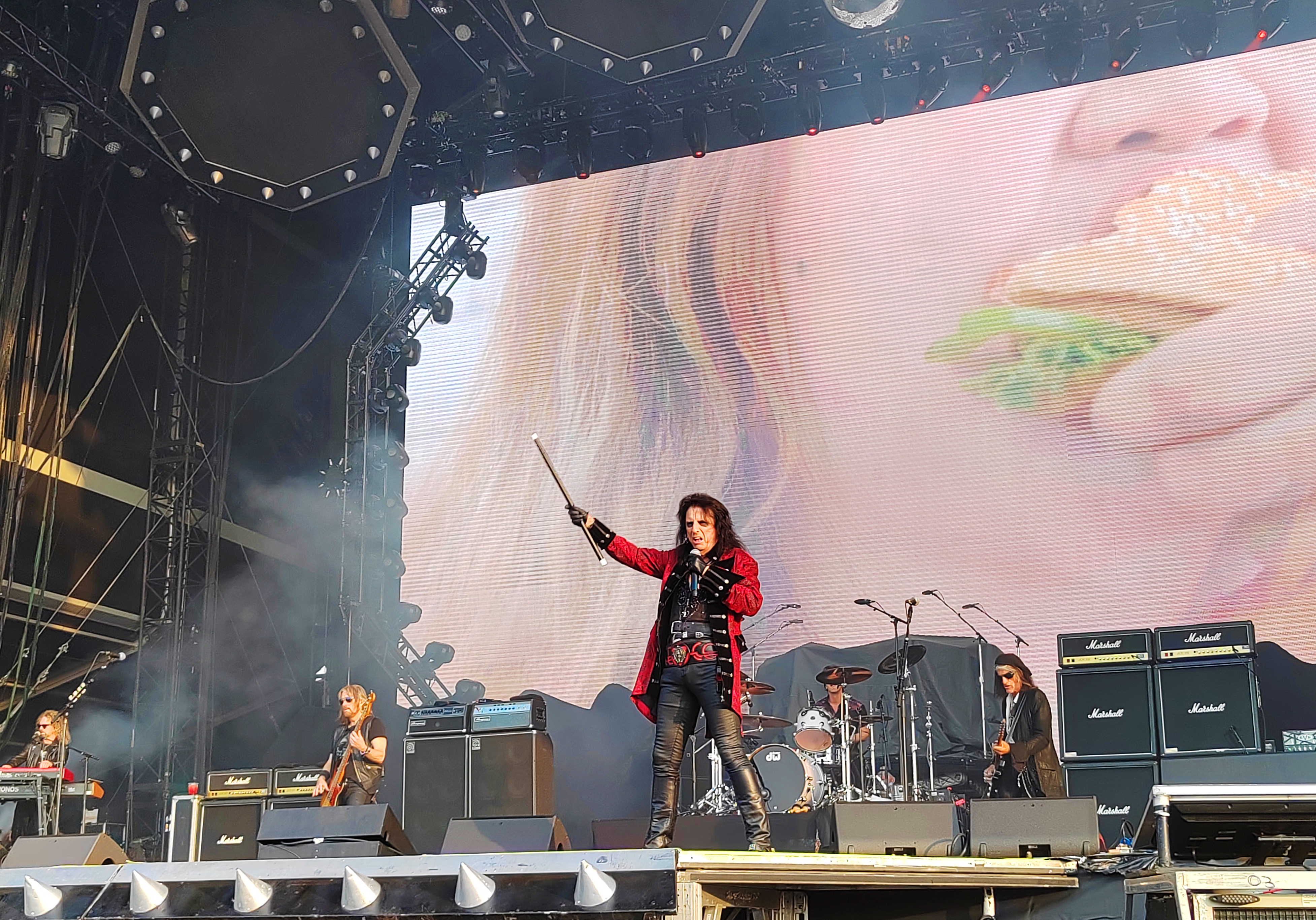
Alice Cooper avec Hollywood Vampires au Hellfest 2023.

Alice Cooper sort son vingt-huitième album studio, intitulé Detroit Stories, sur le label Earmusic le 26 février 2021. L'album est précédé d'un EP qui contient 4 chansons de Detroit Stories, qui se nomme The Breadcrumps EP. L'album est très bien accueillit et il a même atteint la première place en Allemagne. En mai, il a annoncé une tournée d'automne pour promouvoir l'album, soutenu par Ace Frehley, qui a débuté en septembre 2021.
Le 25 août 2023 sort le vingt-neuvième album studio d'Alice Cooper, Road via Earmusic. Il contient les chanson White Line Frankenstein et Dead Don't Dance, respectivement en collaboration avec le guitariste Tom Morello et le musicien Kane Roberts. L'album est très bien accueillit comme son précédeur bien qu'il n'atteigne pas la première place dans les charts français. Alice Cooper part en tournée pour promouvoir l'album en août 2023 en compagnie de Mötley Crüe et Def Leppard, puis une tournée en tête d'affiche avec Rob Zombie en tant que première partie.
A l'occasion de la tournée Too Close for Comfort, le groupe participe à la première édition du festival français Heavy Week-End à Nancy le 22 juin 2024, en compagnie de Scorpions, Judas Priest, Deep Purple... La même année, il donne un concert au Zénith de Paris.
Le 22 avril 2025, Alice Cooper annonce la réunion de son groupe originel des années 1960-1970, pour un nouvel album studio, intitulé The Revenge of Alice Cooper qui sortira le 25 juillet 2025 via Earmusic. Il réunira les musiciens Michael Bruce à la guitare, Dennis Dunaway à la basse et Neal Smith à la batterie avec qui il n'a pas joué depuis plus de 50 ans. Le projet inclut également la participation du guitariste Gyasi Hues, ainsi que d'anciennes traces  de Glen Buxton, décédé en 1997, dont un ancien riff figure sur la chanson What Happened to You. Produit par l’incontournable Bob Ezrin, ce disque marque les retrouvailles historiques d’une formation légendaire du rock américain. L'album contient 14 titres et 2 chansons bonus qui seront disponible sur l'édition deluxe de l'opus. Le premier single de l'album, Black Mamba, en collaboration avec le guitariste de The Doors, Robby Krieger est disponible en ligne depuis l'annonce de l'album ainsi qu'un deuxième single, Wild Ones sorti le 3 juin 2025.
Alice Cooper participera également au concert des 60 ans de Scorpions au stade allemand Heinz von Heiden Arena d'Hanovre le 5 juillet 2025, aux côtés de Judas Priest. Le groupe partira en tournée nord-américaine à l'automne 2025 en co-tête d'affiche avec Judas Priest.

## Collaborations musicales
En 1978 Alice Cooper joue dans la collaboration musicale de Peter Frampton avec les Bee Gees Sgt. Pepper's Lonely Hearts Club Band ; il y interprète le personnage de Father Sun sur le morceau Because (The Beatles).
En 1985, Alice Cooper chante deux couplets sur le titre Be Chrool to Your Scuel, issu de l'album Come Out and Play du groupe de hard rock Twisted Sister. Il apparait également dans le clip vidéo consacré à cette chanson. En 1991 il chante en duo avec Axl Rose la chanson The Garden présente sur l'album Use Your Illusion I du groupe de hard rock Guns N'Roses.
En 2008, Tobias Sammet obtient, par le biais d'Eric Singer (qui joue de la batterie pour les deux artistes), la collaboration d'Alice Cooper sur le titre The Toy Master pour le nouveau volet du projet opéra-metal Avantasia. Alice Cooper participe en 2009 à l'enregistrement de Slash, le premier album solo de Slash (ancien membre de Guns N' Roses). Alice Cooper y chante une chanson bonus, Baby Can't Drive (uniquement disponible sur l'édition Classic Rock Slashpack), en duo avec Nicole Scherzinger des Pussycat Dolls.

## Engagements et activités parallèles

### Investissements et vie locale
Alice Cooper fonde le restaurant Alice Cooper's Town à Phoenix. Il est aussi à l'origine de la réfection du panneau Hollywood en 1978, alors très fortement dégradé et voué à disparaître. Il finance lui-même le dernier « O ».
Dans une entrevue accordée à Golf Digest en décembre 2006, Cooper raconte qu'au début des années 1980, il pouvait ingurgiter une grande quantité d'alcool chaque jour et cependant jouer au golf, parfois complètement saoul. Après avoir vu la mort de tout près, il entreprend de s'adonner sobrement au golf à raison de 36 trous par jour pendant un an. Une décision qui change sa vie, puisqu'il n'a jamais repris un verre d'alcool depuis. Le golfeur, qui présente aujourd'hui un index de 5,3, avoue également avoir trouvé dans le golf une « drogue » enivrante. « Le golf est le crack du sport ! À partir du jour où j'ai commencé à jouer sérieusement, je suis devenu accro et le golf a sauvé ma vie », affirme-t-il[réf. nécessaire]. Par contre plusieurs affirment que c'est par son retour au christianisme qu'il a réussi à devenir sobre.
Contrairement à ce qui est couramment prétendu, Alice Cooper n'a jamais pratiqué l'occultisme. Il est de confession chrétienne et est engagé dans une grande église protestante américaine. Il a aussi fondé la Solid Rock Foundation, association qui vient en aide à des jeunes défavorisés.

### Cinéma et télévision
- 1970 : Journal intime d'une femme mariée (Diary of a Mad Housewife) (apparition avec la formation originale du groupe Alice Cooper faisant une reprise de la chanson Ride With Me de Steppenwolf)
- 1971 : Medicine Ball Caravan (documentaire)
- 1974 : Un épisode de The Snoop Sisters (Alice Cooper y joue Sick Things tout seul)
- 1978 : Sgt. Pepper's Lonely Hearts Club Band
- 1978 : Un épisode de Muppet Show
- 1978 : Sextette de Ken Hughes
- 1980 : Roadie
- 1982 : Class 1984 - Bande originale avec "I Am the Future"
- 1986 : Monster Dog - Il signore dei cani, film d'épouvante fantastique hispano-italien réalisé par Claudio Fragasso.
- 1986 : Vendredi 13, chapitre VI : Jason le mort-vivant - sixième opus de la saga Vendredi 13.
  - He's Back (The Man Behind the Mask), chanson venant de l'album Constrictor
  - Teenage Frankenstein d'Alice Cooper, chanson venant également de l'album Constrictor
  - Hard Rock Summer, chanson sortie dans le coffret The Life and Crimes of Alice Cooper
  - I'm No Animal de Felony (en), venant de l'album Vigilante Un clip vidéo comprenant quelques brefs extraits du film a été réalisé pour He's Back (The Man Behind the Mask). Ce clip n'a jamais été réalisé sur support mais peut être vu sur YouTube.
- 1987 : Prince des ténèbres (titre original : Prince of Darkness)
- 1988 : The Decline of Western Civilization Part II: The Metal Years (documentaire)
- 1989 : Shocker de Wes Craven
- 1991 : La Fin de Freddy : L'Ultime Cauchemar (titre original : Freddy's Dead: The Final Nightmare)
- 1992 : Wayne's World
- 1995 : Un épisode de Something Wilder (Hangin' With Mr. Cooper)
- 1995 : Un épisode de Space Ghost Coast to Coast (Girlie Show)
- 2001 : Un épisode de That '70s Show (Sexy Donna)
- 2001 : The Attic Expeditions
- 2005 : Metal: A Headbanger's Journey (documentaire)
- 2006 : Un épisode de Monk (épisode 2 saison 5 : Monk sous les ordures) lui-même
- 2009 : Suck
- 2009 : Cooper's Bar (séries de publicités pour la société allemande Saturn)
- 2010 : Horrorween
- 2012 : Dark Shadows : lui-même (caméo)
- 2012 : Bigfoot (de Bruce Davison) : lui-même
- 2015 : Wacken Der Film (documentaire)

Alice Cooper participe aussi à des spots publicitaires pour les hôtels Marriott, pour une marque de fournitures scolaires, pour Samsung et fait une apparition dans une publicité pour les pneus Bridgestone ou pour Saturn.

## Hommages et relations avec d'autres artistes
Lors d'une interview donnée en 1978 au magazine Rolling Stone, Bob Dylan déclare qu'il pense qu'Alice Cooper est « un compositeur sous-estimé. » Dans la préface du coffret rétrospectif The life and crimes of Alice Cooper, John Lydon des Sex Pistols déclare considérer Killer comme le plus grand album de rock de tous les temps et a présenté, en 2002, son propre hommage à Cooper sur la BBC. The Life and Crimes of Alice Cooper démontre également la large influence d'Alice Cooper sur de nombreux artistes en donnant une liste d'artistes l'ayant reconnu comme une de leurs sources d'inspiration musicale ou scénique, dont Metallica, David Bowie, Madonna, Elton John, Megadeth, Marilyn Manson, ou encore Guns N'Roses. En 1999, Cleopatra Records conçoit un album-hommage à Alice Cooper avec la contribution d'un certain nombre de stars du rock, parmi lesquelles Dave Mustaine, Roger Daltrey, Ronnie James Dio, Slash, Bruce Dickinson et Steve Jones. Cet album témoigne de l'estime que portent à Alice Cooper d'autres éminents musiciens au sein de l'industrie de la musique.
Dans les années 2000, Cooper affiche son amitié avec plusieurs musiciens de la scène Hard Rock, en particulier Rob Zombie, avec lequel il fait une tournée commune en 2009-2010, le guitariste Slash, qui participe ponctuellement à l'enregistrement de ses disques (notamment sur Fistfull of Alice et Along Came a Spider) ou encore Dee Snider avec lequel il dit avoir écrit plusieurs titres au cours d'une interview en marge de l'édition 2010 du Hellfest.
Parmi les admirateurs non-musiciens de Cooper figuraient Groucho Marx et Mae West, qui ont tous deux apprécié ses premiers spectacles comme une sorte de vaudeville, et Salvador Dalí, qui lui dédie en 1973 un hologramme intitulé Premier cylindre. Portrait du cerveau de Alice Cooper. Une réplique de cet hologramme est exposée au Dali Museum de St. Petersburg, en Floride. Le chanteur, qui, avec ses musiciens Dennis Dunaway et Glen Buxton, a étudié le peintre durant son cursus scolaire à la Cortez High School de Phoenix (Arizona), utilise le tableau Marché d'esclaves avec apparition du buste invisible de Voltaire pour son album Dada, dont le titre fait référence au dadaïsme.
Alice Cooper compte également Joe Perry et Steven Tyler d'Aerosmith parmi ses amis depuis qu'ils lui ont prêté main-forte pour l'album Trash en 1989, ainsi que l'acteur Johnny Depp, qui est venu le rejoindre sur scène lors d'un concert le 26 juin 2011 pour jouer de la guitare sur quelques morceaux. Ils jouent également ensemble dans le film Dark Shadows. Alice Cooper est adulé par Roxy (Tara Lynne Barr) dans le film God Bless America.

## Diversité musicale

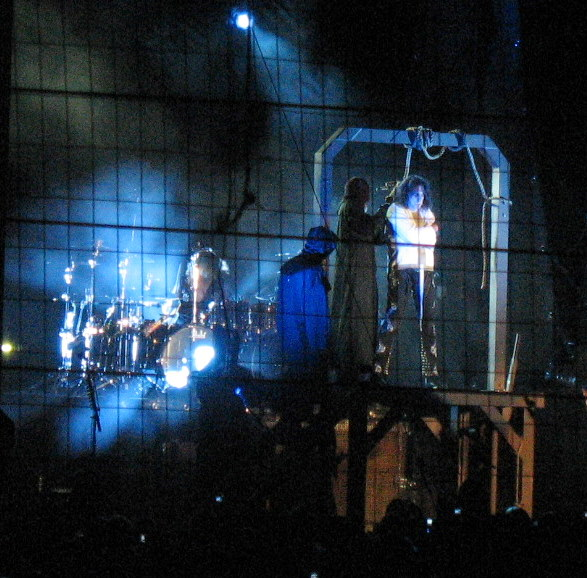
Alice Cooper « pendu » lors d'un concert en août 2007. Lors de chaque représentation, le personnage est exécuté avant de ressusciter, généralement dans la machine du Docteur Frankenstein.

Il serait réducteur de classer Alice Cooper dans la seule catégorie hard rock tant sa carrière, en particulier dans les années 1970 et surtout 1980, est marquée par l'éclectisme. Alice Cooper a par exemple fait une incursion dans le registre crooner avec un I Never Cry que Frank Sinatra lui-même a fortement apprécié.[réf. nécessaire]
Cooper s'essaye à de très nombreux styles musicaux : hard rock des années 1970 avec Elected, rock 'n' roll typé années 1950 avec Be My Lover ou encore Under My Wheels, punk avec School's Out, rock jazzy façon Doors sur Welcome to my Nightmare et I'm the Coolest, blues sur I'm Eighteen, country-western sur Desperado ou encore pop sur No More Mr. Nice Guy. Alice Cooper s'attaque également à des genres plus éloignés du rock, comme le funk - l'introduction de Wish You Were Here a un air de famille avec celle de Shaft, un classique de ce style - et le gospel (Teenage Lament '74, Give the Kid a Break).
Cooper aborde en outre certains styles musicaux apparus au cours de sa carrière, comme le disco, notamment sur Special Forces, ou la new wave au début des années 1980. Dans un registre musical plus dur, les albums Constrictor et Raise Your Fist and Yell peuvent se classer davantage dans le heavy metal alors que Brutal Planet et Dragontown donnent dans le rock industriel.

## Récompenses
- 2017 : l'album Paranormal est élu 4e meilleur album de l'année par la rédaction de La Grosse Radio[63].

## Discographie
- Pretties for You (1969)
- Easy Action (1970)
- Love It to Death (1971)
- Killer (1971)
- School's Out (1972)
- Billion Dollar Babies (1973)
- Muscle of Love (1973)
- Welcome to My Nightmare (1975)
- Alice Cooper Goes to Hell (1976)
- Lace and Whiskey (1977)
- From the Inside (1978)
- Flush the Fashion (1980)
- Special Forces (1981)
- Zipper Catches Skin (1982)
- DaDa (1983)
- Constrictor (1986)
- Raise Your Fist and Yell (1987)
- Trash (1989)
- Hey Stoopid (1991)
- The Last Temptation (1994)
- Brutal Planet (2000)
- Dragontown (2001)
- The Eyes of Alice Cooper (2003)
- Dirty Diamonds (2005)
- Along Came a Spider (2008)
- Welcome 2 My Nightmare (2011)
- Paranormal (2017)
- Breadcrumbs (Ep) (2019)
- Detroit Stories (2021)
- Road (2023)
- The Revenge of Alice Cooper (2025)

## Vidéographie
- 1974 : Good to See You Again, Alice Cooper (en)
- 1975 : The Nightmare (n'a pas été réédité en DVD)
- 1976 : Welcome to My Nightmare (en)
- 1977 : Alice Cooper and Friends (en) (n'a pas été réédité en DVD)
- 1979 : The Strange Case of Alice Cooper (en)
- 1982 : Alice Cooper à Paris (sortie en France uniquement et n'a pas été réédité en DVD)
- 1987 : The Nightmare Returns (en)
- 1989 : Video Trash (n'a pas été réédité en DVD)
- 1990 : Trashes the World (en)
- 1991 : Prime Cuts
- 1992 : Wayne's World
- 2000 : Brutally Live
- 2003 : Special Edition EP
- 2003 : The Ultimate Clip Collection
- 2006 : Live at Montreux 2005
- 2010 : Theatre of Death: Live at Hammersmith 2009
- 2014 : Raise The Dead: Live From Wacken

### Documentaires vidéos
- Banger films, Cooper, monstrueusement rock, (en) Super duper Alice Cooper.